# Olcani
Olcani (en cors Olcani) és un municipi cors, situat a la regió de Còrsega, al departament de l'Alta Còrsega. L'any 1999 tenia 55 habitants.

## Demografia
| 1962 | 1968 | 1975 | 1982 | 1990 | 1999 |
| ---- | ---- | ---- | ---- | ---- | ---- |
| 104  | 124  | 96   | 80   | 65   | 55   |

## Administració
| Període | Identitat               | Partit | Qualitat |  |
| ------- | ----------------------- | ------ | -------- |  |
| 2008    | Julia Giorgetti Labadie |        |          |  |